# Optimod
Optimod ist der Markenname von Soundprozessoren bzw. digitalen Signalprozessoren der US-Firma Orban aus Tempe (Arizona).
Der Begriff wird auch als Gattungsname für Soundprozessoren für den Rundfunkbereich gebraucht (ähnlich zum Beispiel Tempo bei Taschentüchern). Optimods beinhalten im Regelfall zumindest einen einstellbaren Kompressor, Equalizer, Enhancer, eine AGC (Automatische Verstärkungsregelung) und einen Multiband-Limiter. Der Optimod kann die Klangdynamik eines Musikstückes erheblich verändern: Leise Passagen werden lauter und umgekehrt.

## Anwendungsbereiche
Ein Optimod ist nicht nur ein Soundprozessor, er besitzt in neueren Modellen auch einen sogenannten Multiplexlimiter, der die Multiplexleistung (das FM-Sendesignal) auf einen einstellbaren Wert limitiert. Dies ist wichtig, da internationale Vereinbarungen einen Spitzenhub des modulierten Signals von 75 kHz vorsehen. Somit darf die modulierte Frequenz maximal um 75 kHz gehoben oder gesenkt werden. Zudem wird die MPX Leistung auf −0,1 dBr begrenzt (Lautheitsbegrenzung). Die zuständige Bundesnetzagentur überwacht stichprobenartig die Einhaltung der technischen Richtlinien und kann bei Nichteinhaltung der Werte auch Bußgelder gegen den Sendernetzbetreiber verhängen (der dieses im Regelfall an den Programmanbieter weitergeben wird, der ein nicht standardgemäßes Signal angeliefert hat).
Dies ist mit der Grund, warum Radiosender einen Optimod benutzen. Um zumindest subjektiv eine höhere Lautstärke zu erzielen, wird das Audiosignal komprimiert. Besonders in Grenznähe ist der Unterschied bemerkbar. In einigen Nachbarländern Deutschlands wird die Einhaltung der (überall geltenden) Richtlinien offensichtlich nicht allzu streng kontrolliert, sodass hier Überschreitungen teilweise an der Tagesordnung sind.
Daneben korrigiert ein Optimod häufig auch durch die vorgeschaltete automatische Pegelkontrolle kleinere Aussteuerungsfehler im Studio, die vor allem im Selbstfahrerbetrieb auftreten können.
Auch Fernsehsender benutzen Sendekompressoren wie den Optimod.

## Nachteile
Klangkompressoren beeinträchtigen häufig das Hörerlebnis bei „anspruchsvollerer“ Musik, die eine große Dynamik hat (ergo mehr Bandbreite erfordert), zum Beispiel Orchester- oder Vokalmusik. Die Musik klingt in diesen Fällen meist leicht verzerrt. Besonders auffällig wird die Benutzung von Kompressoren bei der Satellitenübertragung, da viele Radiosender einfach das für die UKW-Strecke mit einem Optimod bearbeitete Signal unverändert auf den Satelliten schicken.
Die Benutzung des Signals nach der kompletten Optimod-Bearbeitung als Kopfhörer-Monitorsignal für den Radiomoderator oder -sprecher ist inzwischen häufig nicht mehr möglich, da die neueren Geräteversionen (etwa Orban FM 8500) digital arbeiten und durch die benötigte Rechenzeit eine leichte Signalverzögerung aufweisen. Diese „Latenzzeit“ beträgt je nach Intensität der Klangbearbeitung in der Regel zwischen 11 und 70 Millisekunden, wirkt deshalb äußerst irritierend und beeinflusst ungewollt die Sprechgeschwindigkeit. Einige Sender behelfen sich mit einem Abgreifen des Signals in einer Processing-Zwischenstufe, die eine geringere Verzögerung aufweist, jedoch nicht den genauen Klangeindruck der gesamten Bearbeitung vermitteln kann. Orban bietet dafür bei seinen neuen Modellen Headphone-monitor-Audioausgänge mit einer konstanten Latenzzeit von nur rund 2 Millisekunden an; unabhängig von der Gesamtverzögerung des Systems. Außerdem gibt es bei einigen Geräten eine Ultra-low-latency-Struktur, bei der die Latenzzeit der gesamten Klangbearbeitung unproblematische 3 Millisekunden beträgt. Dies geschieht nach Angaben von Orban jedoch auf Kosten des Lautheitseindrucks beim Sendesignal.